# Красный Октябрь (Ставропольский край)
Кра́сный Октя́брь — село в Будённовском районе (муниципальном округе) Ставропольского края России.

## География
Территорию округа разделяет река Кума, на левом берегу которой расположено село Красный Октябрь, а правом — хутор Горный.
Правый берег реки представляет собой холмистую местность, в то время как левый — более низменный, переходящий в пологое взгорье. Территория округа входит в «Золотой коридор» перелёта птиц из южных стран на север, поэтому здесь ещё можно увидеть редких птиц в весенний и осенний период миграций.
Общая площадь административной территории Краснооктябрьского сельсовета составляет 3330 гектаров. Земли в основном каштановые и светло-каштановые.

## История
Село Красный Октябрь было основано в 1921 году.
До 18 февраля 1993 года село входило в Покойненский сельсовет. 18 февраля 1993 года Малый Совет Ставропольского краевого Совета народных депутатов решил «Образовать в Будённовском районе Краснооктябрьский сельсовет с центром в селе Красный Октябрь. Включить в его состав село Красный Октябрь и хутор Горный, выделенные из состава Покойненского сельсовета этого же района».
До 16 марта 2020 года село являлось административным центром сельского поселения Краснооктябрьский сельсовет

## Население
| 1989 | 2002  | 2010  | 2012  | 2014  | 2021  |
| ---- | ----- | ----- | ----- | ----- | ----- |
| 1377 | ↗1509 | ↘1489 | ↗1507 | ↘1500 | ↘1172 |

По данным переписи 2002 года в национальной структуре населения преобладают русские (89 %).

## Инфраструктура
- Администрация муниципального образования Краснооктябрьского сельсовета
- Центр культуры, досуга и спорта
- Почта и узел связи. Газовый участок, коммунальное предприятие, пекарня, централизованная котельная, более десятка магазинов, сельская библиотека.
- 2 общественных открытых кладбища (общая площадь 5700 м²)[11]

## Образование
- Детский сад № 27 «Березка»
- Средняя общеобразовательная школа № 2. Открыта 1 сентября 1925 года[12]

## Экономика
Агрофирма «Жемчужина Ставрополья» - виноградарство, виноделие.

## Памятники
- Памятник воинам землякам, погибшим в годы гражданской и Великой Отечественной войн. 1972 год[14]